# Vivre pour vivre
Vivre pour vivre é um filme de drama francês de 1967 dirigido e escrito por Claude Lelouch. Foi indicado ao Oscar de melhor filme estrangeiro na edição de 1968, representando a França.

## Elenco
- Yves Montand - Robert Colomb
- Candice Bergen - Candice
- Annie Girardot - Catherine Colomb
- Irène Tunc - Mireille
- Anouk Ferjac - Jacqueline
- Uta Taeger - Lucie / Maid
- Jean Collomb - Le maître d'hôtel
- Michel Parbot - Michel
- Jacques Portet - Un ami de Candice
- Louis Lyonnet - Le chef des mercenaires